# Ісанті (округ, Міннесота)
Шаблон:StateAbbr_ 45°34′ пн. ш. 93°17′ зх. д. / 45.56° пн. ш. 93.29° зх. д.
Округ  Ісанті (англ. Isanti County) — округ (графство) у штаті  Міннесота, США. Ідентифікатор округу 27059.

## Історія
Округ утворений 1857 року.

## Демографія
За даними перепису 
2000 року 
загальне населення округу становило 31287 осіб, зокрема міського населення було 8297, а сільського — 22990.
Серед мешканців округу чоловіків було 15686, а жінок — 15601. В окрузі було 11236 домогосподарств, 8420 родин, які мешкали в 12062 будинках.
Середній розмір родини становив 3,15.
Віковий розподіл населення поданий у таблиці:
| Стать    | До 15 років | 15-21 | 22-29 | 30-39 | 40-49 | 50-65 | 65-85 | Понад 85 |
| -------- | ----------- | ----- | ----- | ----- | ----- | ----- | ----- | -------- |
| Чоловіки | 3716        | 1722  | 1342  | 2532  | 2634  | 2301  | 1273  | 166      |
| Жінки    | 3503        | 1585  | 1292  | 2494  | 2443  | 2331  | 1559  | 394      |

## Суміжні округи
- Канабек — північ
- Пайн — північний схід
- Чисаго — схід
- Анока — південь
- Шерберн — південний захід
- Мілль-Лак — північний захід

## Виноски
1. ↑  US Decennial Census. US Census Bureau. Архів оригіналу за 26 квітня 2015. Процитовано 18 жовтня 2014.
2. ↑  Historical Census Browser. University of Virginia Library. Архів оригіналу за 11 серпня 2012. Процитовано 18 жовтня 2014.
3. ↑  Population of Counties by Decennial Census: 1900 to 1990. US Census Bureau. Архів оригіналу за 4 серпня 2014. Процитовано 18 жовтня 2014.
4. ↑  Census 2000 PHC-T-4. Ranking Tables for Counties: 1990 and 2000 (PDF). US Census Bureau. Архів оригіналу (PDF) за 18 грудня 2014. Процитовано 18 жовтня 2014.
5. ↑  State & County QuickFacts. Бюро перепису населення США. Архів оригіналу за 7 червня 2011. Процитовано 1 вересня 2013. [Архівовано 2011-06-07 у Wayback Machine.](англ.) Наведено за англійською вікіпедією.
6. ↑  American FactFinder. Бюро перепису населення США. Архів оригіналу за 26 лютого 2012. Процитовано 31 січня 2008. [Архівовано 2008-05-21 у Wayback Machine.]

| США | Це незавершена стаття з географії США. Ви можете допомогти проєкту, виправивши або дописавши її. |